# Віктор Пинзару
Віктор Пинзару (рум. Victor Pînzaru, нар. 11 лютого 1992, Дрокія, Молдова) — молдовський біатлоніст, учасник зимових Олімпійських ігор 2010 та зимових Олімпійських ігор 2014. Прапороносець Молдови на церемонії відкриття Олімпійських ігор у Ванкувері.